# Gomphoides infumata
Gomphoides infumata – gatunek ważki z rodziny gadziogłówkowatych (Gomphidae). Występuje na terenie Ameryki Południowej.